# Каспер Еліан
Каспер Еліан (Kasper Elyan; бл.1435-1486) — канонік кафедрального собору у Вроцлаві, перший польський друкар, який через 35 років після винаходу друку Йоганном Гутенбергом вперше надрукував текст польською мовою.

## Життєпис
Він народився в міщанській сім'ї в Глогуві. Батько його був ремісником, а дід Марцін родом із м. Польковиці. Також Каспер мав сестру та молодшого брата Амброжія.
Вивчав вільне мистецтво та канонічне право в Лейпцигу, Кракові та Ерфурті. У 1455 році став бакалавром. У 1461 році був у Кракові, а через кілька років вступив на юридичний факультет в Ерфурті. Ймовірно, після закінчення навчання поїхав до Кельна, де навчився друкувати.
У 1470 році повернувся в Польщу. За фінансової допомоги глави[джерело?] Вроцлава заснував у Вроцлаві друкарню, яка почала діяти 1475 року. Вже цього року з-під преса вийшли перші два релігійні відбитки. Основним предметом виробництва видавництва були твори церковного змісту, призначені для використання священнослужителів, зокрема твори Тома Аквінського, Яна Герсона та інших, за винятком лише одного світського твору, а саме Fadecja Poggia (Facetiarum liber, Joannes Poggius, 1482).
Друкарня працювала до 1482 р. За цей час від імені єпископа Вроцлава Еліан здійснив поїздку до Риму, де провів три роки.

Ймовірно він загинув на дорозі додому.